# Guerra Civil Moçambicana
A Guerra Civil Moçambicana (também conhecida como Guerra dos Dezasseis Anos em Moçambique) foi um conflito civil que começou em 1977, dois anos após o fim da Guerra de Independência de Moçambique, e que foi semelhante à Guerra Civil Angolana, visto que ambas eram guerras secundárias dentro do contexto maior da Guerra Fria. Os ideais do partido no poder, a Frente de Libertação de Moçambique (Frelimo), bem como os das forças armadas moçambicanas eram violentamente opostos aos da Resistência Nacional Moçambicana (RENAMO), que recebia financiamento da Rodésia e, mais tarde, da África do Sul. Durante o conflito, cerca de um milhão de pessoas morreram em combates e por conta de crises de fome. Além disso, cinco milhões de civis foram deslocados e muitos sofreram amputações por minas terrestres, um legado da guerra que continua a assolar o país. A recessão económica e social, o totalitarismo marxista, a corrupção política, a pobreza, as desigualdades económicas e o insucesso do planeamento central, fizeram nascer uma vontade revolucionária. O conflito apenas terminou em 1992 com a assinatura do Acordo Geral de Paz pelo então presidente da república Joaquim Chissano e Afonso Dhlakama, então presidente da Renamo.
Após o fim da guerra, o país viu a realização das primeiras eleições multipartidárias em 1994. Entretanto, havia uma centena de milhares de mortes a ser reivindicadas pela guerra, além de inúmeras minas terrestres remanescentes em solo moçambicano, que tornaram-se um grande problema para o país.

## Antecedentes

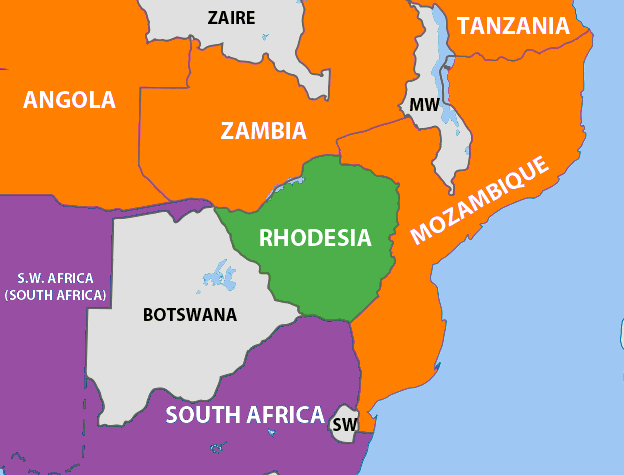
Este mapa ilustra a situação geopolítica da Rodésia após a independência de Moçambique em 1975. A própria Rodésia é mostrada em verde, as nações que apoiavam os guerrilheiros nacionalistas são mostradas em laranja (inclusive Moçambique), e a África do Sul e a sua dependência África do Sudoeste estão pintadas de roxo.

Moçambique ganhou independência de Portugal a 25 de Junho de 1975. Os primeiros anos após a independência foram difíceis para o novo Estado. Em vários lugares, diferenças raciais surgiram, e o número de residentes brancos, constituído primariamente por portugueses, diminuiu drasticamente de 200 mil para 30 mil. A emigração branca causou uma grande perda de capital e gente com habilitações literárias. Além disso, a população branca emigrante exportou todos os produtos que tinha e destruiu o resto das suas possessões. Em Moçambique, a estrutura política era fraca e havia sido estabelecida apenas para a colecção de recursos naturais e para facilitar ataques guerrilheiros contra a Frelimo durante a guerra de independência. A Frelimo tinha o objectivo de desenvolver a situação através do implemento de muitas ideologias Marxista-Leninistas, tais como a nacionalização da economia e um banimento da propriedade privada.
Neste momento, militares portugueses e dissidentes da Frelimo instalaram-se na Rodésia, que vivia uma situação de independência unilateral não reconhecida pela maior parte dos países do mundo. O regime de Ian Smith, primeiro-ministro da Rodésia, já idealizando um movimento interno de resistência que aparentemente tinha algumas bases em Moçambique, aproveitou esses dissidentes para atacar a Frelimo. De facto, a Frelimo apoiava tais rebeldes rodesianos e, em Março de 1976, decidiu seguir o exemplo internacional e decidiu implementar as sanções estabelecidas pela Organização das Nações Unidas (ONU) contra o governo ilegal de Salisbúria. O governo de Moçambique fechou as fronteiras que tinha com a Rodésia, dificultando as trocas comerciais, visto que a rota comercial do corredor da Beira era bastante importante para o governo rodesiano, incluindo a linha de caminhos de ferro, a estrada e o oleoduto que ligavam o porto da Beira a Salisbúria. Embora a Rodésia tivesse boas relações com o regime sul-africano do apartheid, este fecho das suas fontes de abastecimento foi um duro golpe. Ademais, Moçambique apoiou a União Nacional Africana do Zimbabwe (ZANU), violando assim as regras do governo branco da Rodésia. Pouco tempo depois, para além de intensificarem os ataques contra estradas, pontes e colunas de abastecimento dentro de Moçambique, os rodesianos ofereceram aos dissidentes moçambicanos espaço para formarem um movimento de resistência e criarem uma estação de rádio usada para propaganda antigovernamental. Foi neste momento que se forma a Resistência Nacional Moçambicana (Renamo) que, inicialmente, não tinha uma inclinação política. Consistindo maioritariamente em forças contra o socialismo e a Frelimo, teve André Matsangaíssa como o seu primeiro presidente. A Renamo iniciou uma guerra civil a 30 de Maio de 1977.

## Guerra

### 1975 — 80: Primeiros anos

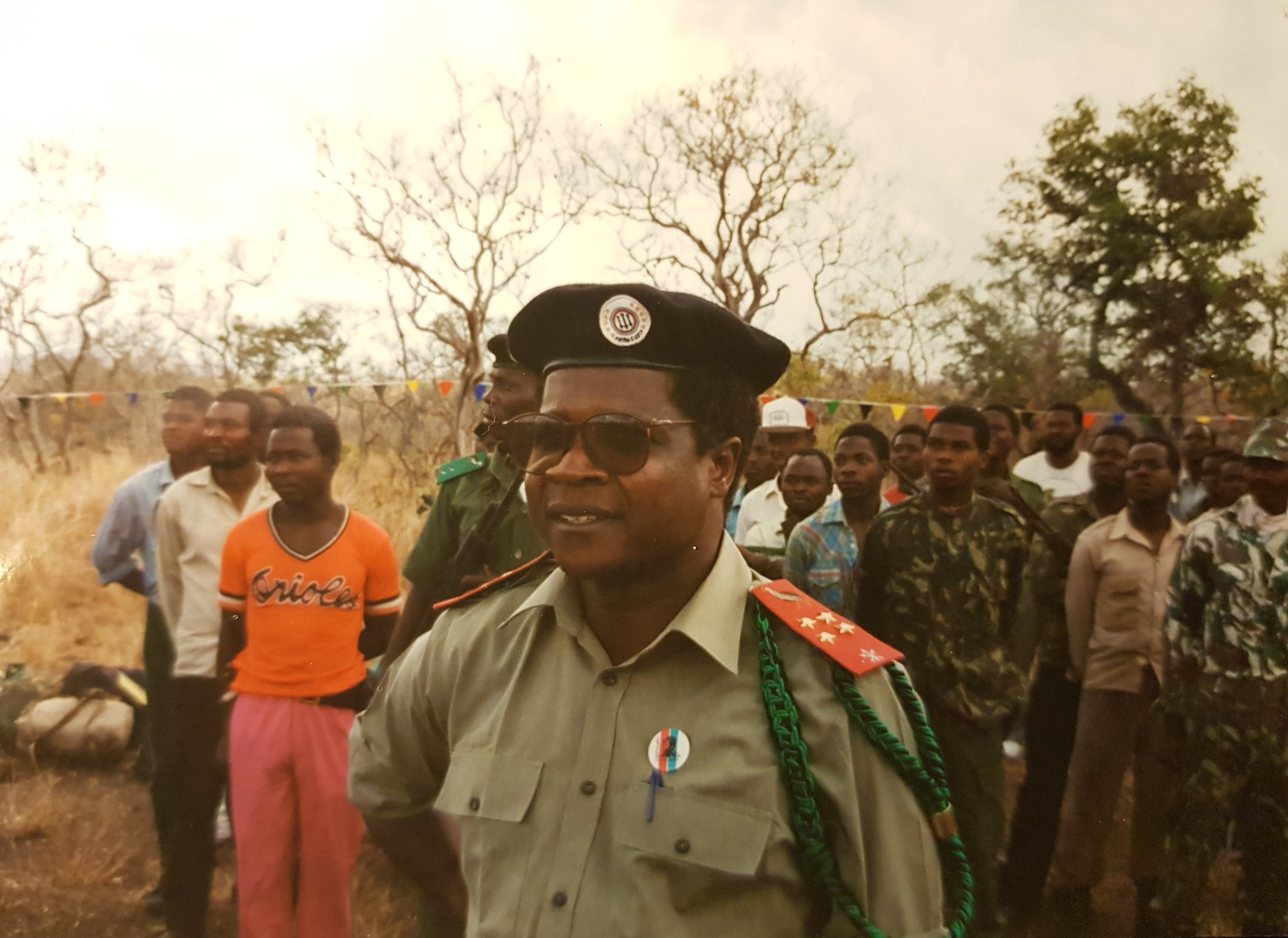
Com a morte de André Matsangaíssa, a liderança da Renamo foi assumida por Afonso Dhlakama (fotografado em 1993).

Além da Rodésia, a Renamo também estava a favor da guerra civil na vizinha África do Sul, cujo regime apartheid estava contra o facto de Moçambique prestar apoio ao Congresso Nacional Africano (ANC) e, em particular, o seu armamento. Após a independência da Rodésia em 1980, e a sua subsequente alteração do nome para Zimbabwe, a África do Sul tornou-se no parceiro mais importante da Renamo.
Renamo ainda sofria vários atrasos em 1979, quando as tropas da Frelimo conseguiram destruir a sua sede na província de Sofala e mataram o líder Matsangaissa. Assim, o partido viu-se obrigado a realojar a sua base de operações para a África do Sul, o que conseguiu com muito sucesso, tendo tido amplo apoio das forças armadas sul-africanas, o que lhes garantiu um rápido aumento no número de soldados de 2 mil para 8 mil. No mesmo tempo, a liderança da Renamo foi assumida por Afonso Dhlakama, um ex-membro da Frelimo. Neste momento, a Renamo já fazia ataques de grande escala em áreas rurais, aldeias e infraestruturas sociais do país, semeando minas terrestres em várias estradas, principalmente nas regiões mais próximas às fronteiras com a Rodésia. A Renamo atacou um grande número de entidades governamentais, tais como administrações distritais, escolas e hospitais. Além disso, destruiu também várias estradas e vias de comunicação. Estas acções tiveram um enorme papel desestabilizador na economia, uma vez que não só obrigaram o governo a concentrar importantes recursos numa máquina de guerra, mas principalmente porque levaram ao êxodo de muitos milhares de pessoas do campo para as cidades e para os países vizinhos, diminuindo assim a produção agrícola.

### 1980 — 88: Extensão

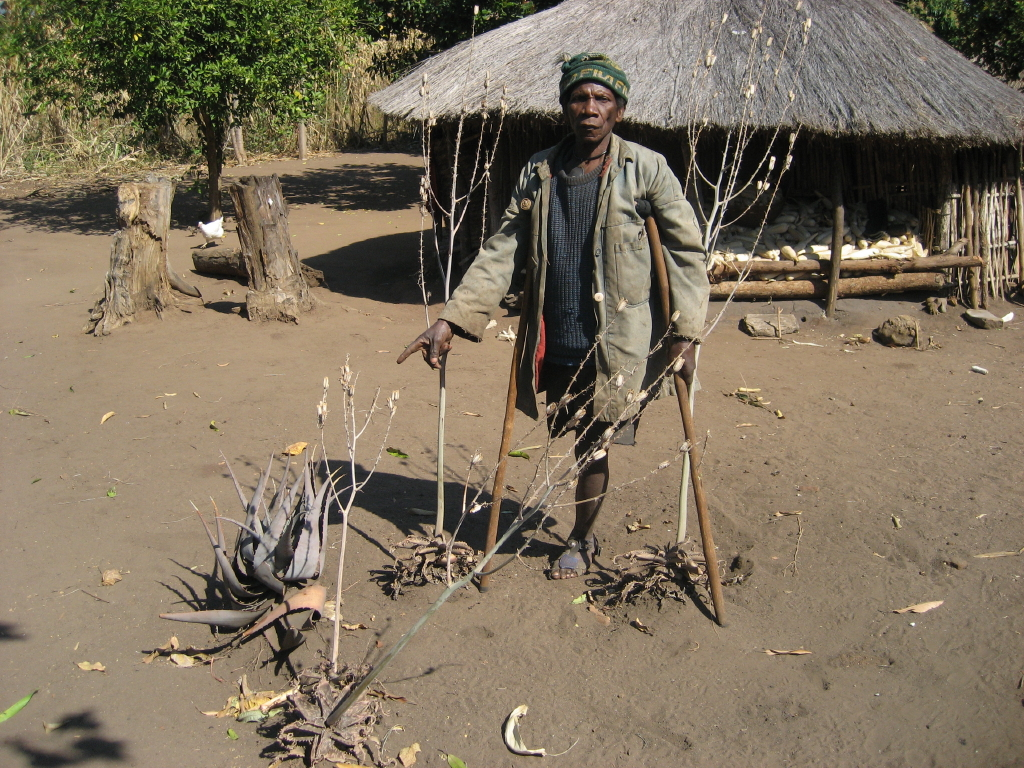
Pita Roque, uma vítima de explosão de uma mina terrestre na Guerra Civil Moçambicana.

Em 1980, sob pressão internacional, o Governo de Moçambique viu-se forçado a liberar a agricultura e diminuir a propriedade do Estado. Devido à guerra e à seca em 1982 no país, houve um caso grave de fome. Até 1994, centenas de milhares de pessoas já haviam morrido devido à inanição. Com o sucesso militar da Renamo, conseguiu fazer mais ataques nas províncias de Gaza e Inhambane no sul do país, e na Zambézia no norte, realizando vários ataques terrestres e aéreos contra Maputo, alegadamente para destruir "bases" do ANC. Membros do Internacional Comunista pararam de prestar ajuda à Moçambique, forçando a Frelimo a alterar a sua mira para este. Em Abril de 1983, na quarta reunião da Frelimo, foram feitas reformas na lei da agricultura, e o país começou a receber ajuda financeira de países ocidentais, inclusive os Estados Unidos.
Sob pressão dos Estados Unidos, o governo moçambicano começou a procurar soluções pacíficas para o fim da guerra, iniciando negociações secretas com o governo sul-africano e com a própria Renamo, culminando na assinatura do Acordo de Nkomati a 16 de Março de 1984 entre Moçambique e a África do Sul. O governo sul-africano comprometeu-se a abandonar o apoio militar à Renamo, enquanto o governo moçambicano comprometia-se a deixar de apoiar os militantes do ANC que se encontravam em Moçambique. A África do Sul prometeu ainda ajudar Moçambique na reconstrução do país. Contudo, a África do Sul não cortou as suas relações com a Renamo. No futuro, a Renamo iria transferir as suas operações militares visando atacar regiões mais civis. Com o apoio da África do Sul, até Agosto de 1984, a Renamo já havia conquistado quase todo o território moçambicano e tinha mais de 10 mil soldados.
Em Março de 1985, Moçambique e África do Sul renovaram o seu acordo de paz e criaram um corpo conjunto para monitorizar o desempenho do contrato. As tropas da Frelimo e do Zimbabwe ocuparam uma das bases militares da Renamo em Agosto seguinte. Na tal base, foram encontrados documentos que comprovavam a assistência providenciada pela África do Sul à Renamo. Até Outubro, os Acordos de Nkomati já haviam sido quebrados. A situação político-militar moçambicana existente naquele momento começou a enfraquecer e as regiões centro e este estavam a sob domínio da Renamo. Até à metade de 1980, a Renamo tinha uma média de aproximadamente 15 mil a 20 mil soldados.

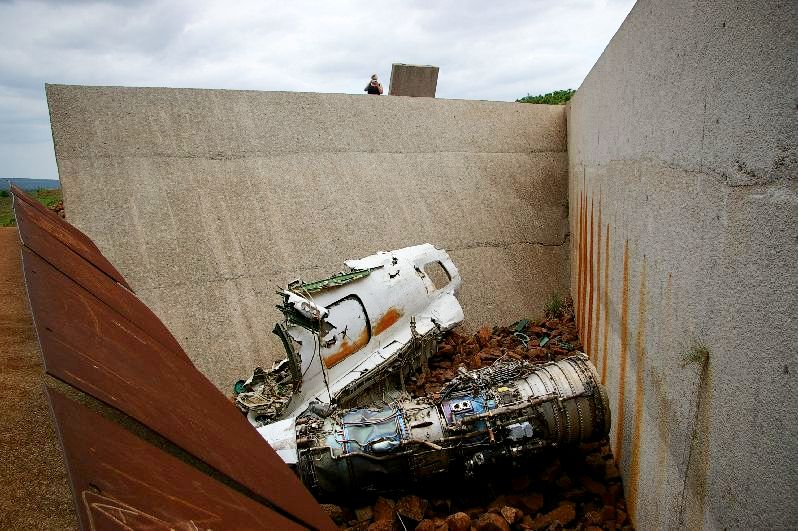
Na sua viagem de regresso à Moçambique vindo de Lusaka, o avião soviético no qual Samora Machel viajava despenhou-se (imagem) em um local próximo à fronteira entre a África do Sul e Moçambique, criando especulações sobre uma possível cumplicidade do governo sul-africano.

Em 1986, a Renamo estabelece a sua nova sede no distrito de Gorongosa e expande as acções militares para todas as províncias de Moçambique, contando ainda com apoio do Malawi, cujo governo tinha boas relações com o regime do apartheid. Nesta altura, a Renamo tinha conseguido alcançar um dos seus objectivos estratégicos, que consistiu em obrigar o governo a abandonar a sua política de socialização do campo através das aldeias comunais e machambas estatais. Em Dezembro do mesmo ano, o presidente Samora Machel teve um encontro internacional em Lusaka, Zâmbia, com Hastings Banda, Kenneth Kaunda e Robert Mugabe, presidentes do Malawi, Zâmbia e Zimbabwe, respectivamente. Machel conseguiu convencer Banda a cessar o seu apoio à Renamo. Na sua viagem de regresso à Moçambique, o Tupolev Tu-134, avião cedido pela União Soviética no qual Machel viajava, junto com muitos dos seus colaboradores, despenhou-se em Mbuzini, nos montes Libombos, localizado em território sul-africano próximo à fronteira com Moçambique. O acidente foi atribuído a erros do piloto russo, mas ficou provado que este tinha seguido um rádio-farol, cuja origem não foi determinada. Este facto levou a especulações sobre uma possível cumplicidade do governo sul-africano. Então, Joaquim Chissano foi eleito como o sucessor de Machel. Chissano era Ministro dos Negócios Estrangeiros desde 1975.
Ao longo de 1987, houve a impressão de que a guerra civil não seria resolvida militarmente. A Frelimo conquistou o território norte do país após vencer uma batalha em Fevereiro de 1987 mas, no mesmo período, os ataques da Renamo no sul aumentavam. A Renamo ameaçou dividir o país ao longo do Rio Zambeze. Em Agosto, regista-se o Massacre das populações de Homoíne, no qual houve a morte de cerca de 400 pessoas, e de Manjacaze. Com o apoio da Tanzania e do Zimbabwe, a Frelimo fez um contra-ataque em meados de 1988, no qual conseguiu bloquear as investidas da Renamo. A guerra civil fez com que centenas de milhares de moçambicanos emigrassem para os países vizinhos à procura de abrigo. Segundo as estimativas, entre os ataques de 1986 a 1988, a Renamo havia matado cerca de 100 mil civis. Tanto a Renamo como a Frelimo cometeram várias atrocidades durante a guerra. Ademais, foi reportada a existência de gangues em áreas rurais, que apoiavam ambos lados da guerra.

### 1988 — 92: O longo processo de apaziguamento

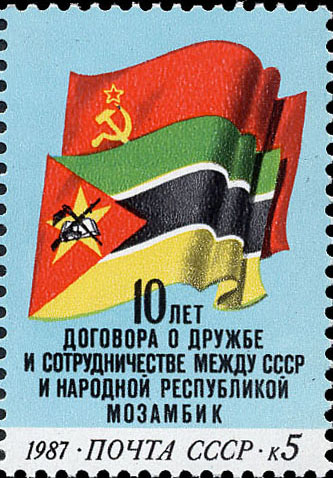
Aquando dos problemas económicos que atravessava, Moçambique foi obrigado a abandonar a ideologia Marxista-Leninista, e a República Popular de Moçambique (RPM) tornou-se na República de Moçambique. Na imagem, um selo postal da URSS dedicado ao décimo aniversário do Tratado de amizade e cooperação entre a URSS e a RPM.

A África do Sul finalmente concordou em providenciar assistência ao processo de apaziguamento de fim da Renamo por volta de Setembro-Outubro de 1988. Em Novembro, o governo de Moçambique pediu à Igreja e ao Estado para que pudessem encontrar uma oportunidade de negociar. Ademais, uma amnistia geral havia sido prometida aos membros da Renamo. Em Fevereiro de 1989, os membros da Igreja haviam afirmado que a Renamo concordara em uma conversa sobre a paz. O governo do Quénia negociava separadamente com os representantes da Frelimo e Renamo em Nairobi em Dezembro de 1989. Ambos partidos haviam perdido apoio financeiro internacional quando o Presidente da África do Sul, Frederik Willem de Klerk removeu o restante dos subsídios providenciados pela União Soviética à Renamo e Frelimo. Pela primeira vez, negociações directas entre ambos partidos foram realizadas em Julho de 1990 na cidade de Roma, Itália. Em Dezembro seguinte, foi atingido um cessar-fogo parcial, mas ambos partidos quebraram-no em uma questão de meses.
No mesmo tempo, aquando dos problemas económicos que Moçambique atravessava, o governo assinou um acordo com o Banco Mundial e o Fundo Monetário Internacional em 1987, que obrigou o país a abandonar a ideologia Marxista-Leninista, e a República Popular de Moçambique tornou-se na República de Moçambique. Além disso, a Frelimo adopta uma nova constituição na qual legalizava o multipartidarismo e permitia economia de mercado livre e privatizava propriedade do Estado. Contudo, a guerra continuou até 1992. A população moçambicana ainda sofria com a seca. Aproximadamente 10% do território moçambicano era governado pela Renamo em 1991. O partido ainda continuava o seu ataque ao governo e praticava escravatura laboral em regiões do país.
As conversações sobre a paz viram um decréscimo em Setembro de 1991, quando representantes da Renamo desistiram das mesmas. No entanto, as negociações continuaram em Outubro e, em Novembro, com delegações chefiadas por Armando Emílio Guebuza (Frelimo) e Raul Domingos (Renamo), os partidos acordaram que necessitavam do apoio da Organização das Nações Unidas (ONU) para monitorização do processo de apaziguamento. Em Julho de 1992, o país foi aberto para assistência externa devido à fome. Finalmente, com o advento de uma catástrofe humanitária, Chissano e Dhlakama tiveram um encontro cara-a-cara e, a 4 de Outubro de 1992, chegaram finalmente a um acordo de paz sob acompanhamento da ONU, depois de cerca de dois anos de conversações mediadas pela Comunidade de Santo Egídio, uma organização da Igreja Católica, com apoio do governo italiano. Tal acordo visava um cessar-fogo imediato, a criação de um novo exército nacional e a desmobilização das tropas existentes. O governo de Moçambique solicitou o apoio da ONU para o desarmamento das tropas beligerantes. No mesmo mês, o Conselho de Segurança das Nações Unidas decidiu recrutar 6,8 mil soldados para o estabelecimento da ONUMOZ, uma força internacional que visava monitorizar as vidas dos milhões de refugiados que regressavam ao seu país de origem e culminou na formação de um exército unificado, organizando as primeiras eleições gerais multipartidárias em 1994.